# Anbaugerät (Baumaschine)

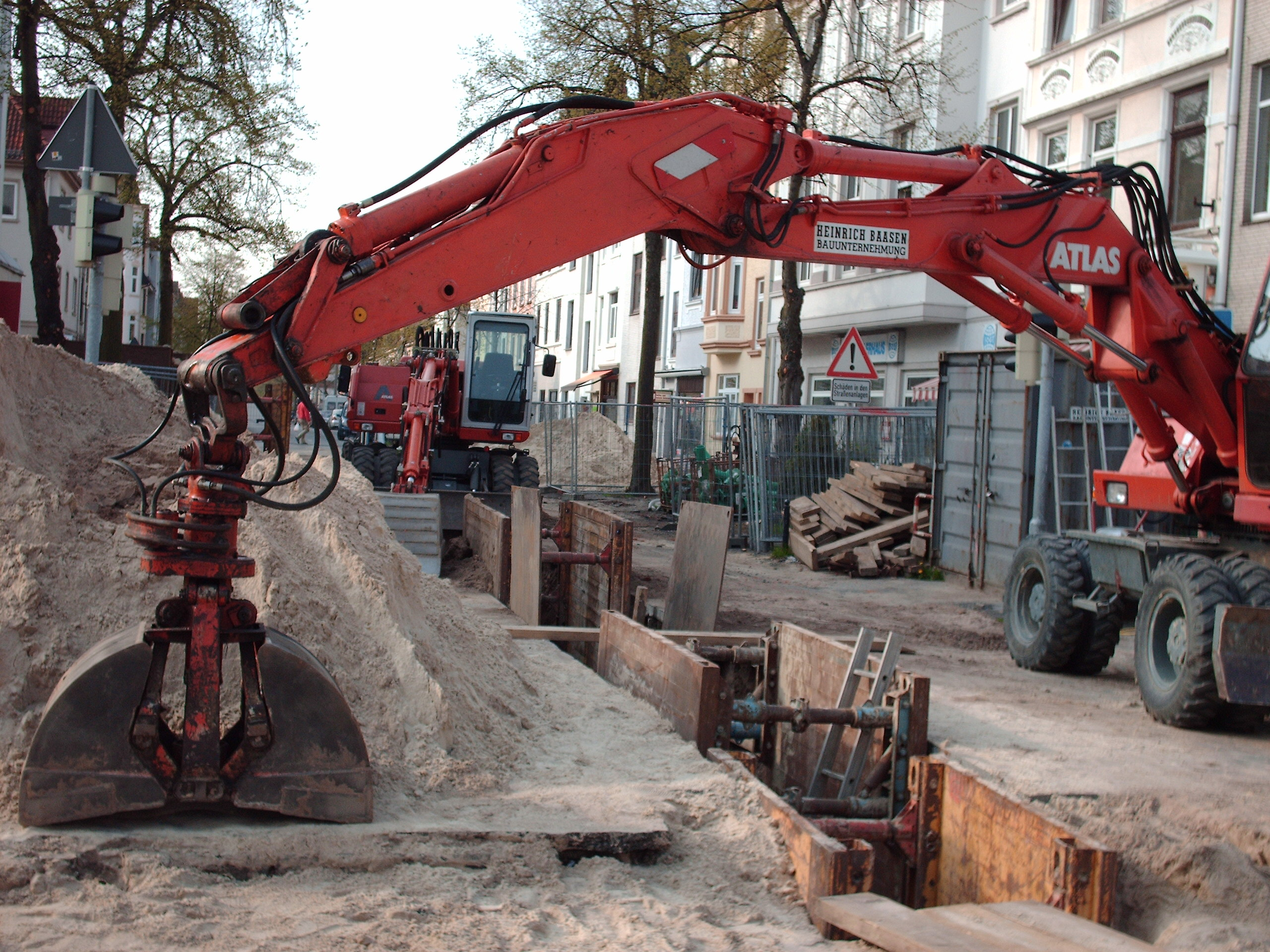
Zweischalengreifer eignen sich für den Einsatz im Kanalbau.

Bei einem Anbaugerät handelt es sich um ein Zusatzwerkzeug für Baumaschinen. Mithilfe des Anbaugerätes kann eine Baumaschine verschiedenartige Arbeitsvorgänge ausführen. Sie sind für eine Reihe von Geräten verfügbar, etwa für Hydraulik- und Seilbagger sowie Radlader und Planierraupen in verschiedenen Bau- und Leistungsklassen.
Der Wechsel zwischen verschiedenen Anbaugeräten kann entweder von Hand oder mithilfe von Schnellwechseleinrichtungen vorgenommen werden.

## Anbauwerkzeuge

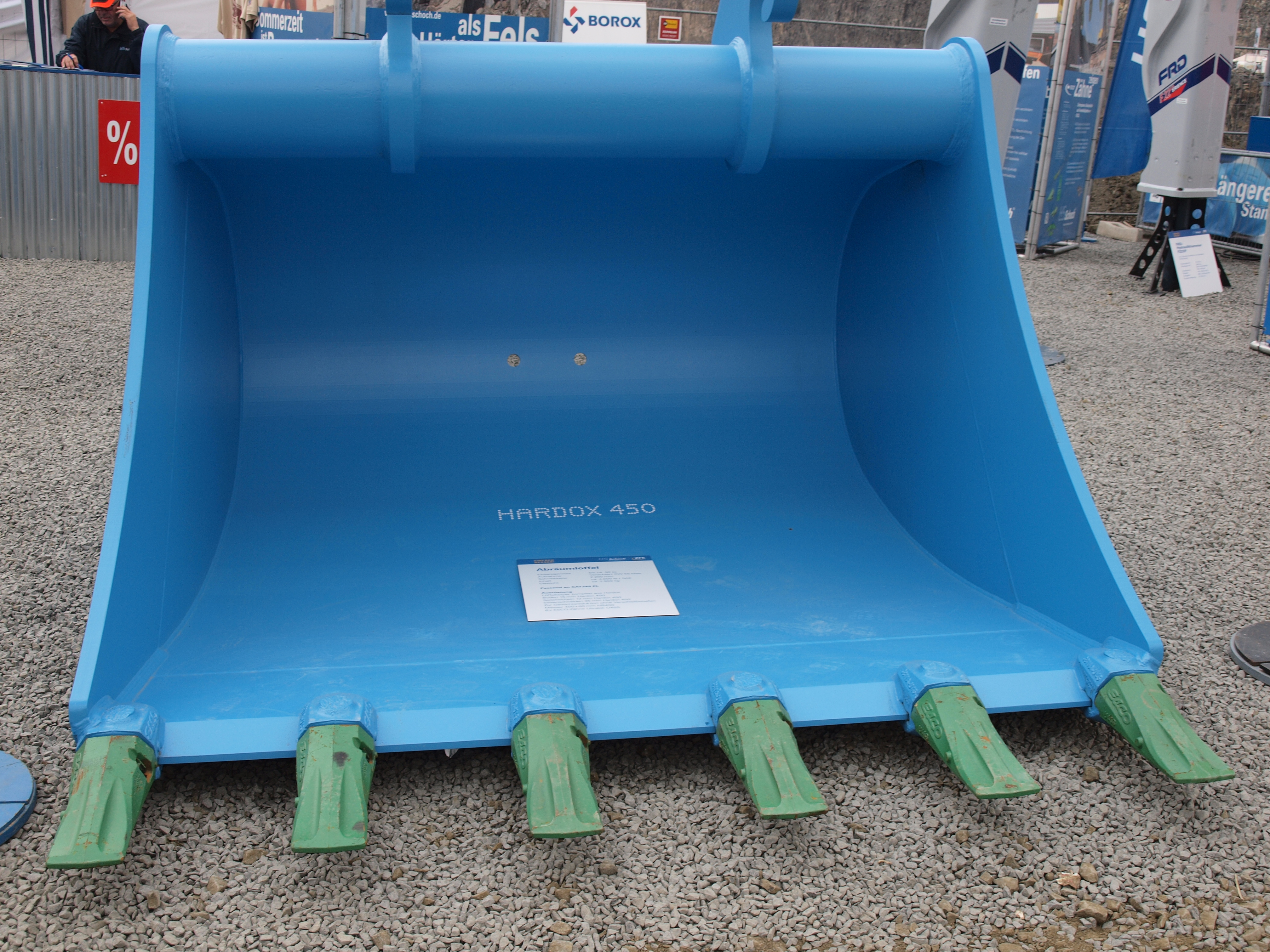
Bagger-Tieflöffel aus Hardox-Stahl mit Zähnen aus Esco-Gussmaterial

Um eine möglichst rasche und wirtschaftliche Arbeitsweise zu erzielen, wurden eine Reihe von verschiedenen Anbaugeräten entwickelt. Es wird dabei unterschieden zwischen Lade- und Grabwerkzeugen, Abbruchwerkzeugen, Bohr- und Rammwerkzeugen sowie Hebewerkzeugen. Viele Anbaugeräte werden hydraulisch angetrieben.

### Lade- und Grabwerkzeuge

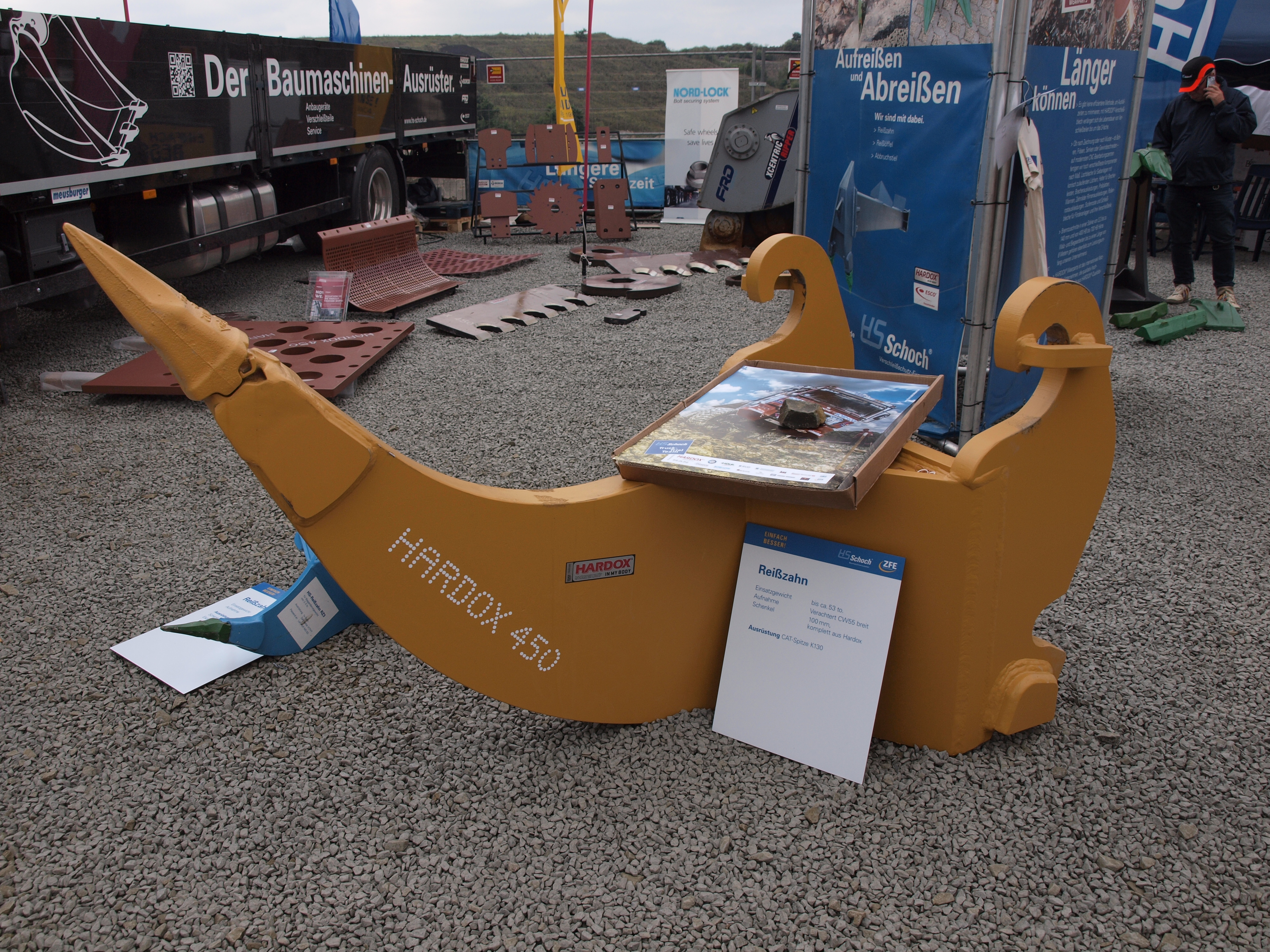
Bagger-Anbaugerät: Reißzahn zum Lösen härtester Gesteinsarten

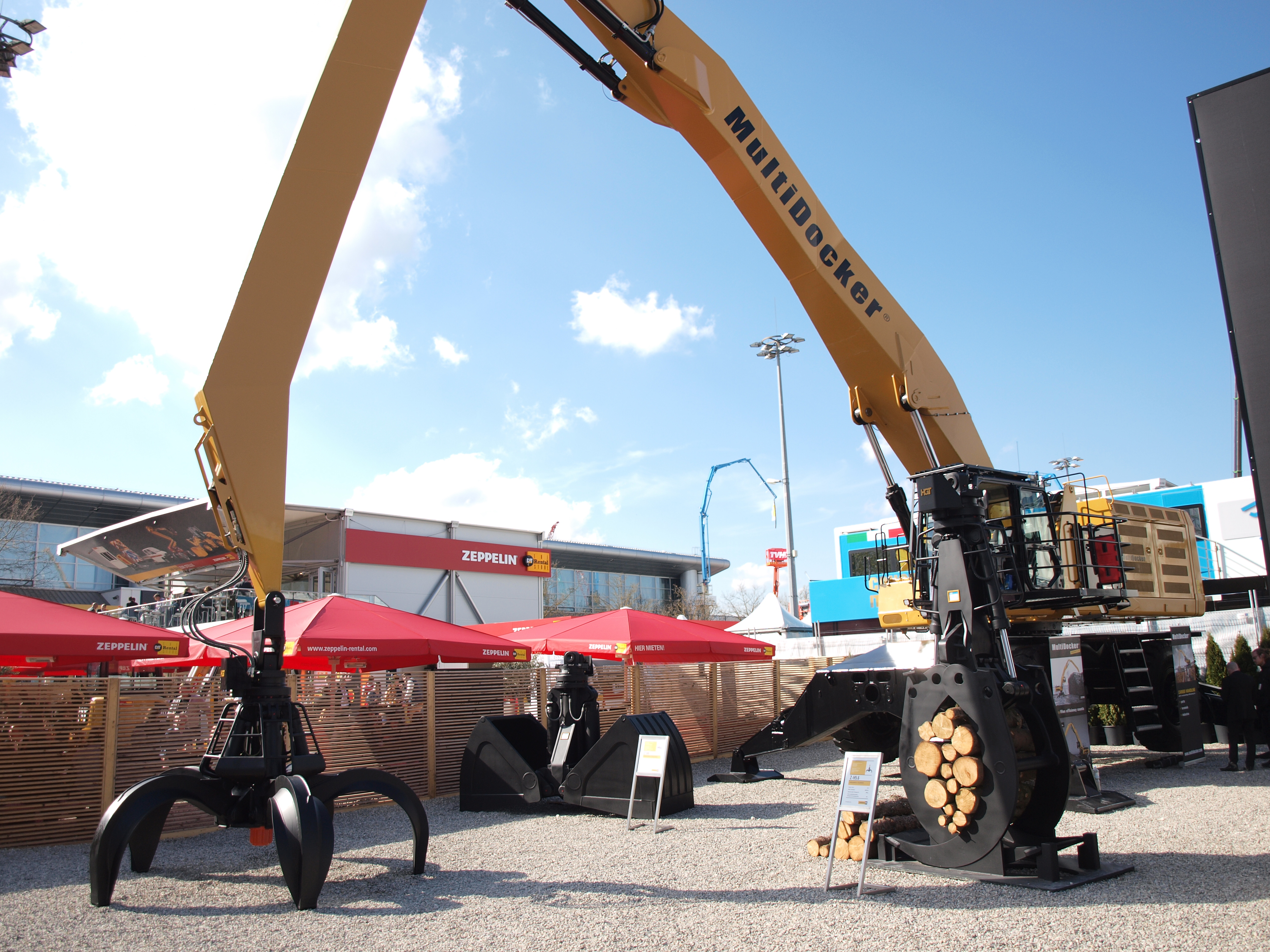
Umschlagbagger mit Polyp- oder Mehrschalengreifer sowie abgestelltem Zweibacken-Holzgreifer und Zweischalengreifer für Schüttgut

Diese Anbaugeräte werden überwiegend im Erdbau oder für den Materialumschlag verwendet.
- Löffel
  - Tieflöffel
  - Felslöffel
  - Hochlöffel
  - Grabenlöffel
- Aufreißzahn zum Abbau von Gestein
- Rodezahn zum Graben und Roden im Erdreich
- Zweischalengreifer
  - Sortiergreifer
  - Holzgreifer
- Mehrschalengreifer, auch Polypgreifer genannt
- Ladeschaufel
- Rundschalengreifer
- Rodungsmesser

### Abbruchwerkzeuge

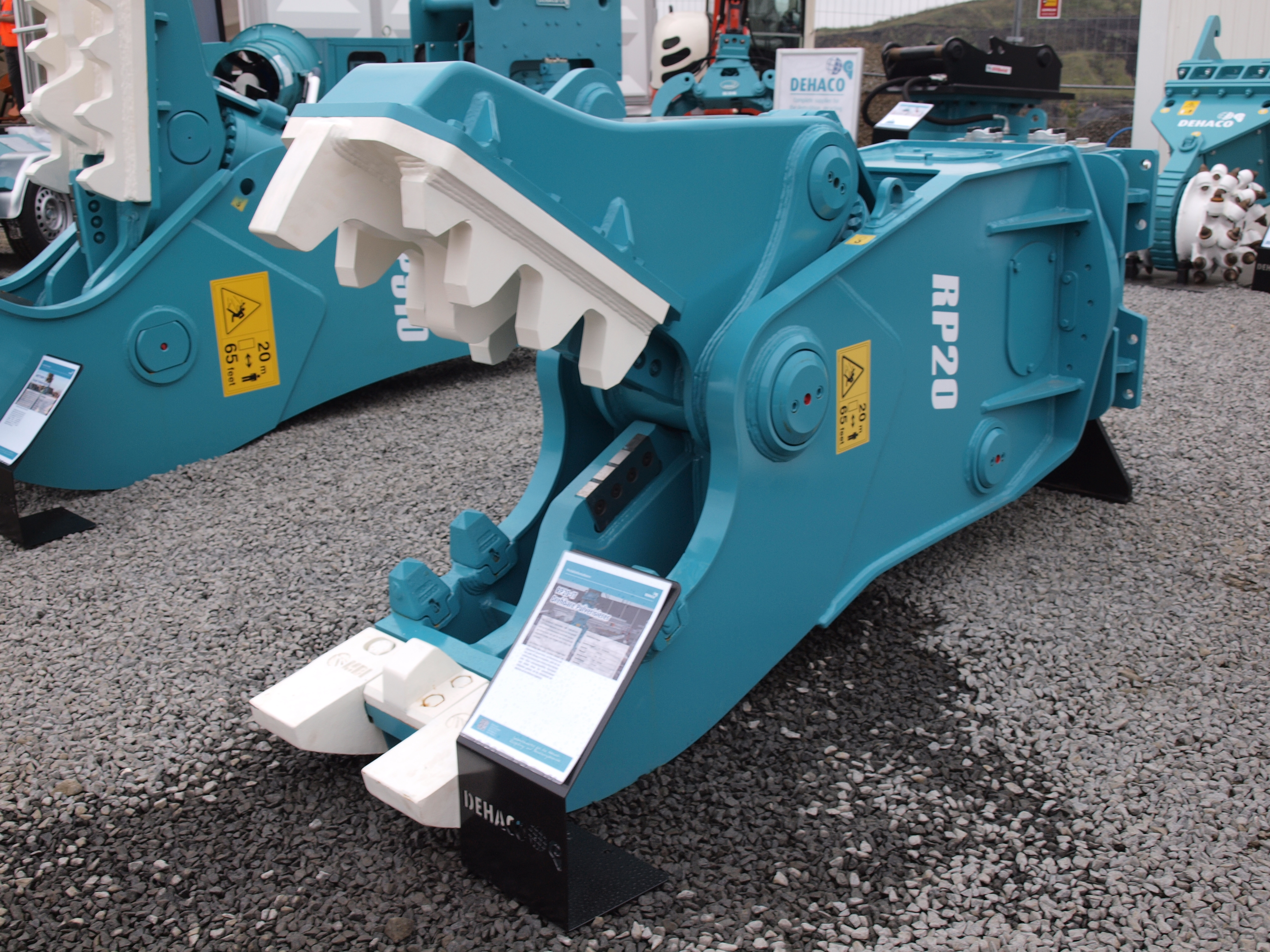
Bagger-Anbaugerät: Betoncrusher / -pulverisierer

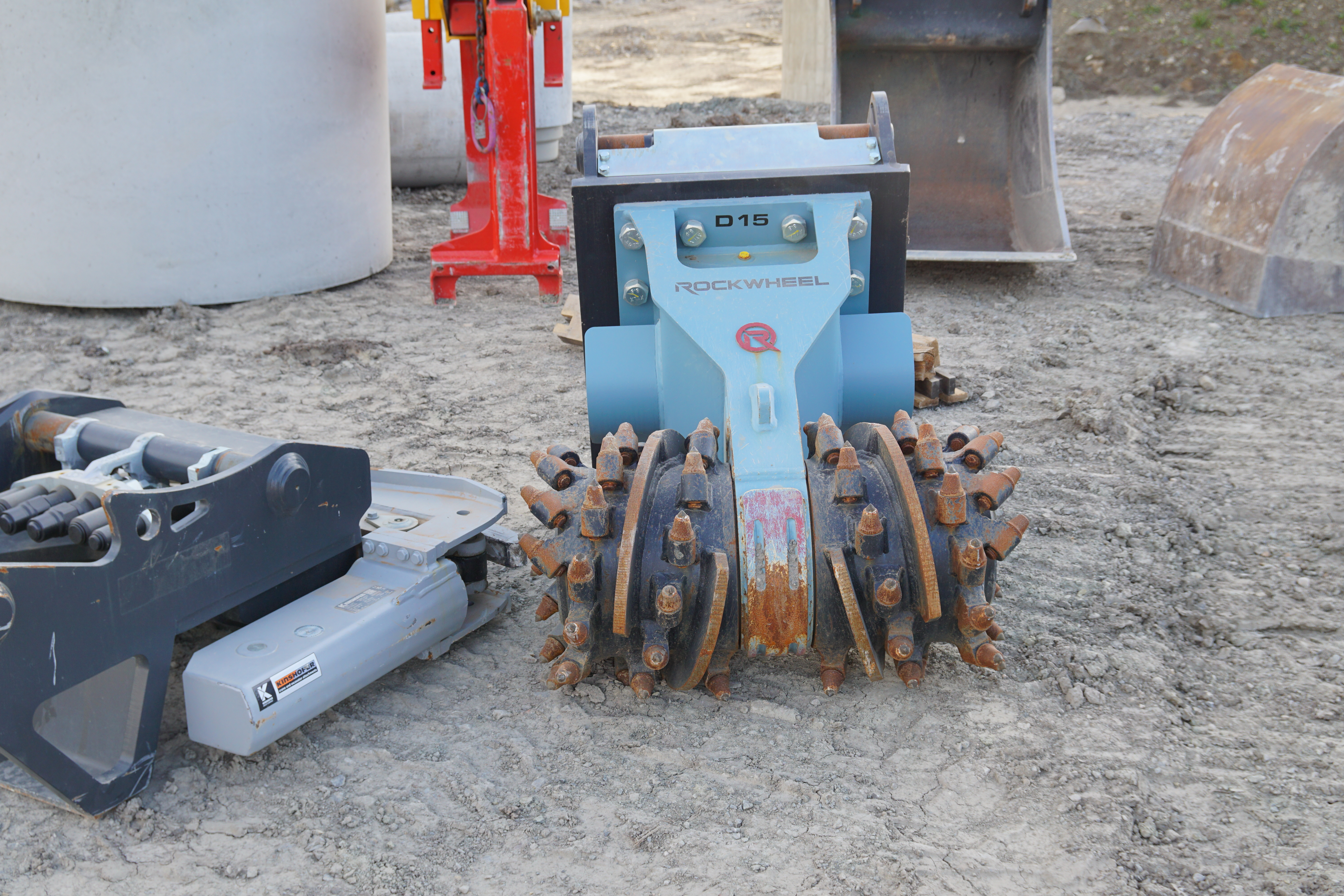
Anbaufräse für harte Böden, Gestein und Beton. Einsatz im Tiefbau und Abbruch

Für Abbrucharbeiten kommen spezielle Anbauwerkzeuge zum Einsatz, welche einen sicheren und raschen Abbruch gewährleisten.
- Betonpulverisierer
- Betonschere
- Abbruchzange
- Schrottschere
- Hydraulikhammer
- Sortiergreifer
- Holzspalter
- Betonfräse

### Bohr- und Rammwerkzeuge
Zur Ausführung von Spezialtiefbauaufgaben werden Anbaugeräte benötigt, welche sich für Ramm- und Bohraufgaben eignen.
- Erdbohrgerät
- Rammbär
- Erdfräse

### Hebewerkzeuge
Das Heben von Lasten (sogenannte Lastaufnahme) wird von Hebewerkzeugen durchgeführt. 
- Lasthaken
- Lasthebemagnet
- Ladegabel
- Ladedorn
- Palettengreifer